# Droga wojewódzka nr 100

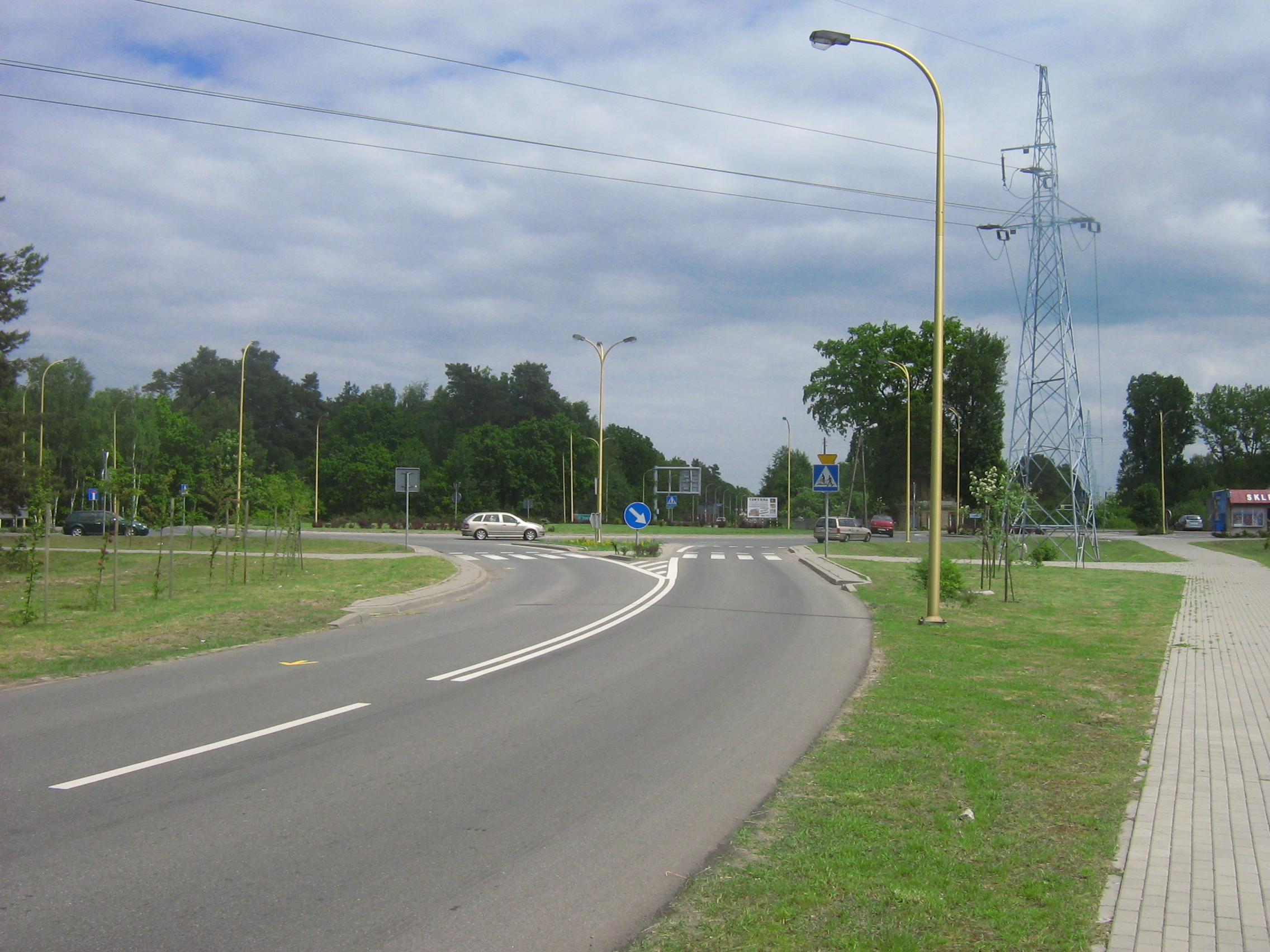
Rondo w Łunowie, stanowiące wschodni koniec DW 100

Droga wojewódzka nr 100 (DW100) – droga wojewódzka w województwie zachodniopomorskim o długości 10,6 km leżąca w całości na terenie miasta na prawach powiatu Świnoujścia, łącząca centrum miasta z dzielnicą Łunowo. W połowie droga przechodzi przez przeprowę promową „Centrum” przez cieśninę Świna. Do 12 kwietnia 2023 roku droga posiadała inny przebieg, w województwie pomorskim. Łączyła Rumię i Kosakowo przez miejscowość Pierwoszyno.

## Historia numeracji
Po raz pierwszy numer 100 naniesiono na mapy i atlasy samochodowe na przełomie lat 2002/2003. 12 kwietnia 2023 roku straciła swój numer, a 28 lutego 2025 roku droga uzyskała nowy przebieg (obecny).

## Pozbawienie kategorii
Droga na całej długości pozbawiona została kategorii drogi wojewódzkiej dnia 12 kwietnia 2023 na mocy uchwały nr 312/439/23 Zarządu Województwa Pomorskiego z dnia 23 marca 2023 w sprawie poinformowania o zamiarze podjęcia uchwały o pozbawieniu kategorii drogi wojewódzkiej, dróg wojewódzkich nr 100 i 101 położonych na terenie powiatu puckiego oraz odcinka drogi wojewódzkiej nr 218 położonej na terenach powiatu kartuskiego i powiatu wejherowskiego. Dnia 28 lutego 2025 droga uzyskała nowy przebieg.